# Kance Diwe
Kance Diwe is een bestuurslaag in het regentschap Pagar Alam van de provincie Zuid-Sumatra, Indonesië. Kance Diwe telt 2131 inwoners (volkstelling 2010).